# Vandalisme a la Viquipèdia

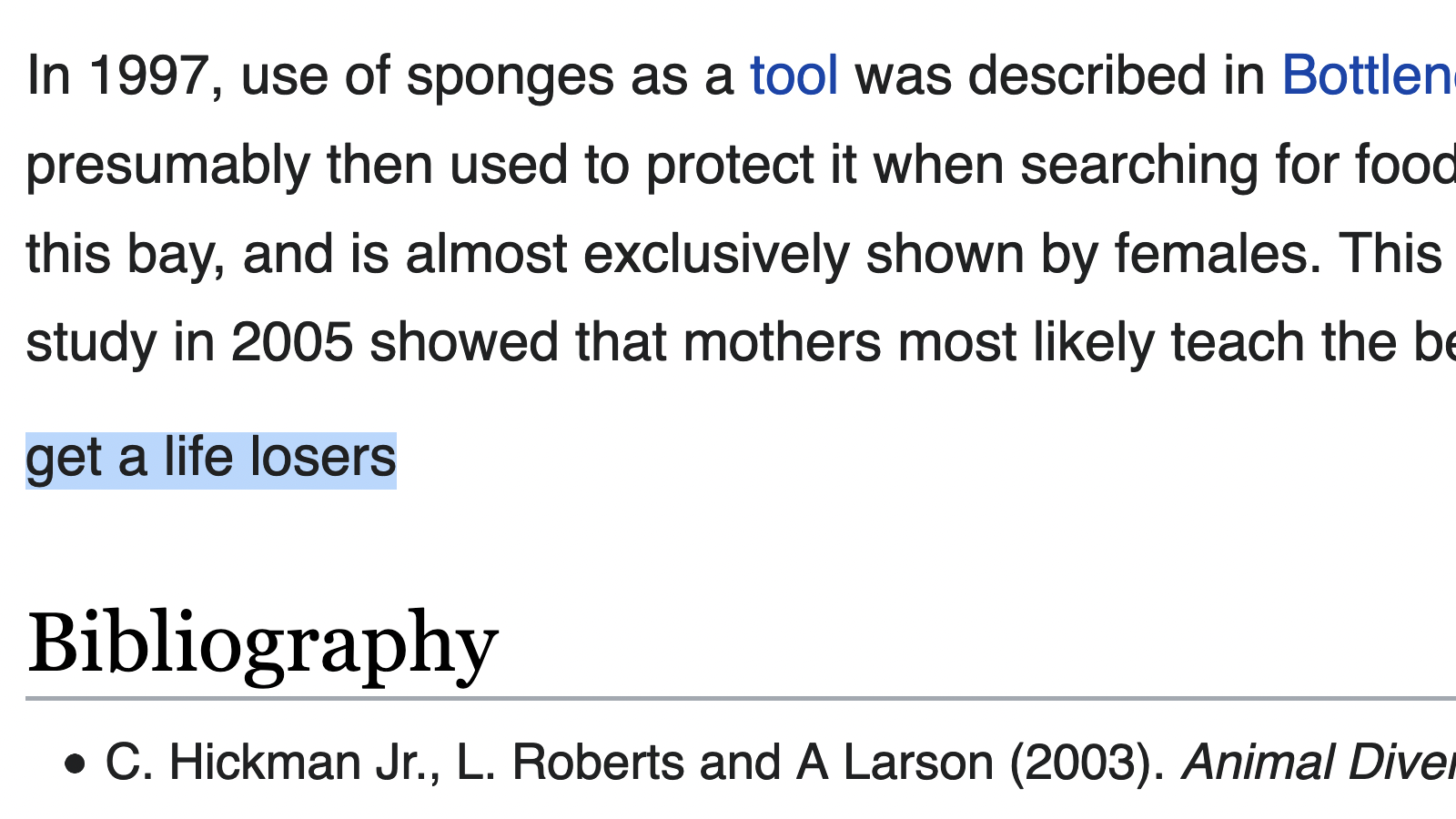
Exemple de vandalisme afegint text, aquí a l'article sobre esponges a la Viquipèdia en anglès

El vandalisme a la Viquipèdia, és editar el projecte d'una manera intencionadament pertorbadora o maliciosa. El vandalisme inclou qualsevol addició, eliminació o modificació que sigui intencionadament humorística, sense sentit, un engany o degradant d'alguna manera. El vandalisme és qualsevol acció realitzada sobre un article amb l'objectiu de danyar-ne deliberadament el contingut. Els actes vandàlics més freqüents són «proves» d'editors nous (supressió de contingut, addició de frases ofensives, insercions de caràcters aleatoris) que vulguin provar la funcionalitat d'edició de l'enciclopèdia. Algunes addicions pretenen afegir informació trivialment errònia, o fins i tot opinions personals, especialment contra celebritats que són objecte de controvèrsia (esportistes, personatges polítics, artistes coneguts, etc.).

## Lluita contra el vandalisme a la Viquipèdia

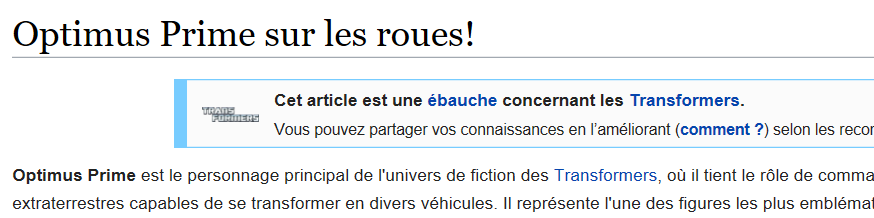
Exemple de vandalisme per canvi de nom de la pàgina, aquí l'article d'Optimus Prime

La lluita contra el vandalisme a la Viquipèdia és una activitat de manteniment informàtic realitzada conjuntament per bots i col·laboradors (que tinguin o no un estatus determinat, com ara administradors, ocultadors de modificacions, etc.). L'objectiu d'aquesta activitat és eliminar qualsevol acte vandàlic de l'espai enciclopèdic per tal de garantir la fiabilitat dels continguts i evitar una sobrecàrrega de treball per a altres col·laboradors. Els objectius freqüents del vandalisme inclouen articles sobre temes d'actualitat i controvertits, celebritats i esdeveniments recents. En alguns casos, s'ha informat falsament de la mort d'algú, com en el cas dels senadors dels Estats Units d'Amèrica Ted Kennedy i Robert Byrd, o al raper Kanye West.

## Mesures adoptades contra el vandalisme
Al llarg de la seva història, la Viquipèdia ha lluitat per mantenir un equilibri entre permetre la llibertat d'edició oberta i protegir l'exactitud de la seva informació. El vandalisme és fàcil de cometre a la Viquipèdia perquè qualsevol persona pot editar-la, amb l'excepció de les pàgines amb algunl nivell de protecció. Alguns bots de la Viquipèdia són capaços de detectar i eliminar el vandalisme més ràpidament que qualsevol editor humà. Comptat i debatut, la majoria d'actes de vandalisme a la Viquipèdia es reverteixen ràpidament, ja sigui per bots o pels patrulladors habituals de canvis recents.

## ClueBot NG
El ClueBot NG, és un programa de lluita contra el vandalisme a la Viquipèdia en anglès. Aquest bot va ser creat pels usuaris de la Viquipèdia anglesa Christopher Breneman i Cobi Carter l'any 2010. Succeeix al ClueBot original, i NG significa Next Generation.
ClueBot NG utilitza l'aprenentatge automàtic i les estadístiques bayesianes per a determinar si s'ha de revertir o no una de les edicions de la Viquipèdia en anglès, i cancel·la la modificació si el programa considera que ho ha de fer.
Tot i que el bot ha estat eficaç per ajudar a mantenir la Viquipèdia neta, alguns afirmen que és hostil als nous usuaris en no poder aplicar els coneixements d'un cervell humà a l'edició i en deixar les plantilles impersonals.